# Englisch-Spanischer Krieg (1727–1729)
Der Englisch-Spanische Krieg war ein militärischer Konflikt zwischen dem Königreich Großbritannien und dem Königreich Spanien. Obwohl die ersten Kampfhandlungen bereits im Sommer 1726 in der Karibik begannen, wird allgemein erst mit dem Ausbruch der offenen Konfrontation in Europa am 11. Februar 1727 von einem Krieg gesprochen. Der formell unerklärte Kriegszustand zwischen beiden Staaten bildete den Höhepunkt einer gesamteuropäischen Krise, auf deren einer Seite die Herrenhausener Allianz und auf deren anderer die Partner des Wiener Vertrages standen. Der Ausbruch eines allgemeinen Krieges konnte jedoch diplomatisch verhindert werden. Im Wesentlichen beschränkten sich die Kampfhandlungen auf maritime Operationen in der Karibik, ohne dass es dabei zu größeren Seeschlachten gekommen wäre. In Europa war die erfolglose Belagerung des britischen Stützpunktes Gibraltar die einzige nennenswerte Auseinandersetzung. Der englisch-spanische Konflikt endete formell am 9. November 1729 mit dem Abschluss des Vertrages von Sevilla und der Wiederherstellung des Status quo ante. Die grundsätzlichen Differenzen beider Staaten wurden jedoch nicht beseitigt, was kaum zehn Jahre später zum Ausbruch eines weiteren Krieges führte.

## Vorgeschichte

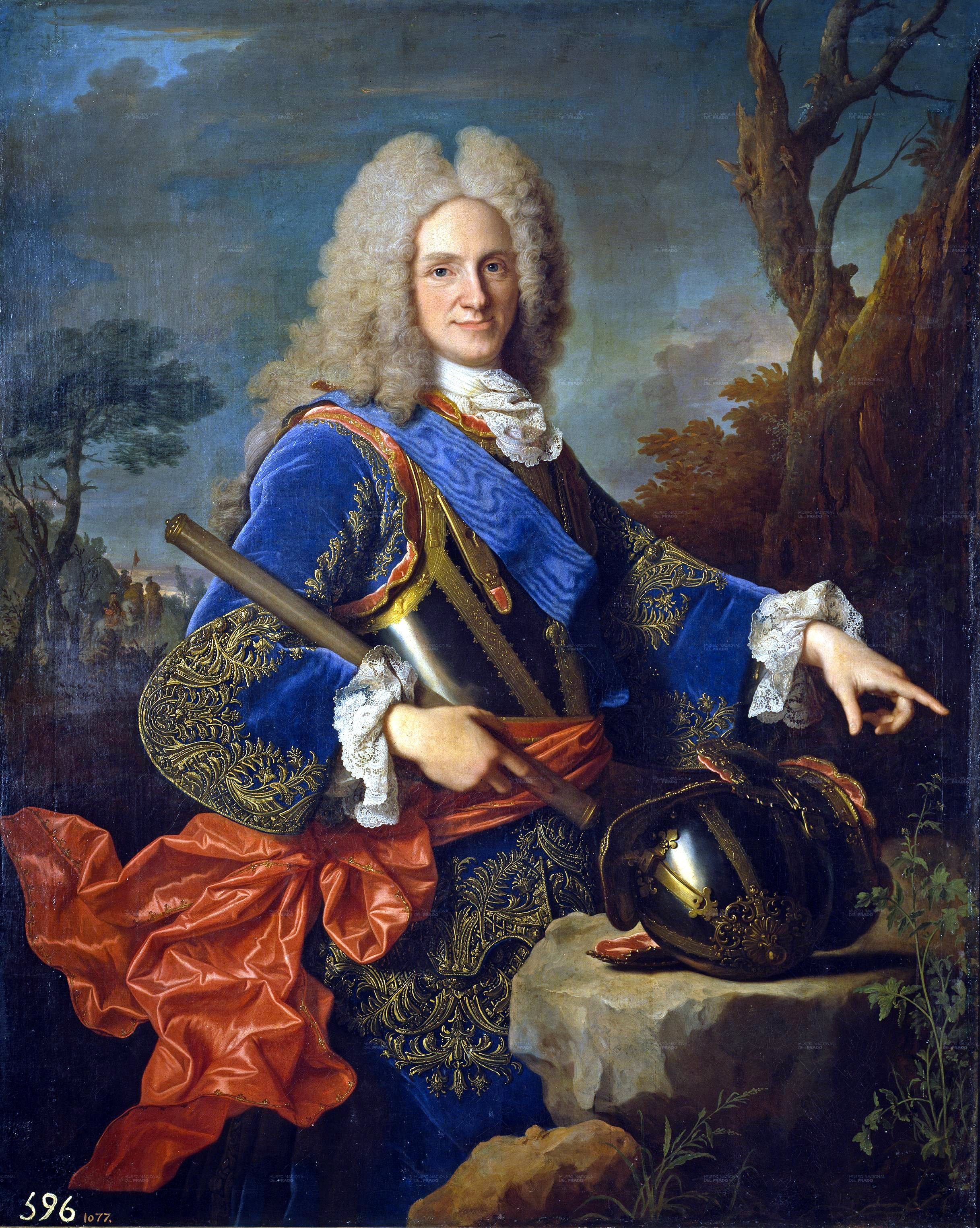
Philipp V. von Spanien (1683–1746); Gemälde von Jean Ranc, 1723

Das Königreich Spanien gehörte Anfang des 18. Jahrhunderts zu den „Absteigern“ im europäischen Mächtesystem (Duchhardt). Im Spanischen Erbfolgekrieg (1701–1714) wurde eine neue bourbonische Dynastie unter Philipp V. (1683–1746), einem Enkel Ludwigs XIV., auf dem spanischen Thron installiert. In den folgenden Jahren und Jahrzehnten führten diese Herrscher einige Reformen im maroden Staats- und Militärwesen des Landes durch. Philipp V. war jedoch keine energische Persönlichkeit. In vielerlei Hinsicht überließ er die Außenpolitik seiner ehrgeizigen Ehefrau Elisabetta Farnese (1692–1766). Spanien erlitt mit dem Frieden von Utrecht 1714 bedeutende territoriale Verluste. Neben den italienischen Besitzungen gingen die Spanischen Niederlande an die Habsburger verloren, während die Stützpunkte Gibraltar und Menorca an Großbritannien fielen. Zusätzlich musste die spanische Regierung die Rechte am Sklavenhandel zwischen Afrika und den amerikanischen Kolonien an die britischen Händler überschreiben (→ Asiento de Negros) und zustimmen, dass jährlich ein britisches Handelsschiff mit den spanischen Kolonien in Südamerika handeln durfte. Der Versuch einer Revision dieser Verluste im Krieg der Quadrupelallianz (1718–1720) schlug fehl und führte zur fast vollständigen außenpolitischen Isolierung Spaniens. Trotzdem verfolgte die spanische Königin weiterhin das Ziel, ihre Kinder mit einer Sekundogenitur in Italien auszustatten, was zu einem ständigen Unruheherd der europäischen Politik wurde.
Andererseits isolierte sich auch Österreich mit der Politik Karls VI. Dieser war letztlich genauso wenig bereit, die Bedingungen des Utrechter Friedenswerkes, das seinen Verzicht auf den größten Teil des spanischen Erbes verlangte, zu akzeptieren, und verweigerte sich einem Ausgleich mit Spanien. Andererseits konkurrierte er mit den Seemächten, als er ab 1722 mit der Ostender Kompanie in den Überseehandel eintrat. Daneben verlangte der Kaiser die Anerkennung der weiblichen Erbfolge in seinen Landen (→ Pragmatische Sanktion). Die Vermischung dieser beiden Anliegen prägte die kaiserliche Politik als unstet und wankelmütig.

„Europa wandelte, nachdem die Quadrupelallianz faktisch in Inaktivität gesetzt worden war, permanent am Rande eines neuen umfassenden Krieges – die alten, noch ungelösten Probleme zwischen Wien und Madrid und die neuen Probleme (Ostende-Kompanie, Pragmatische Sanktion) ließen eine Atmosphäre des „Kalten Krieges“ entstehen, die potentiell explosiv war.“

Im Sommer 1724 sollte auf einem Kongress eine Aussprache aller Beteiligten zur Überwindung dieser Spannungen erfolgen.

## Anbahnung der europäischen Krise

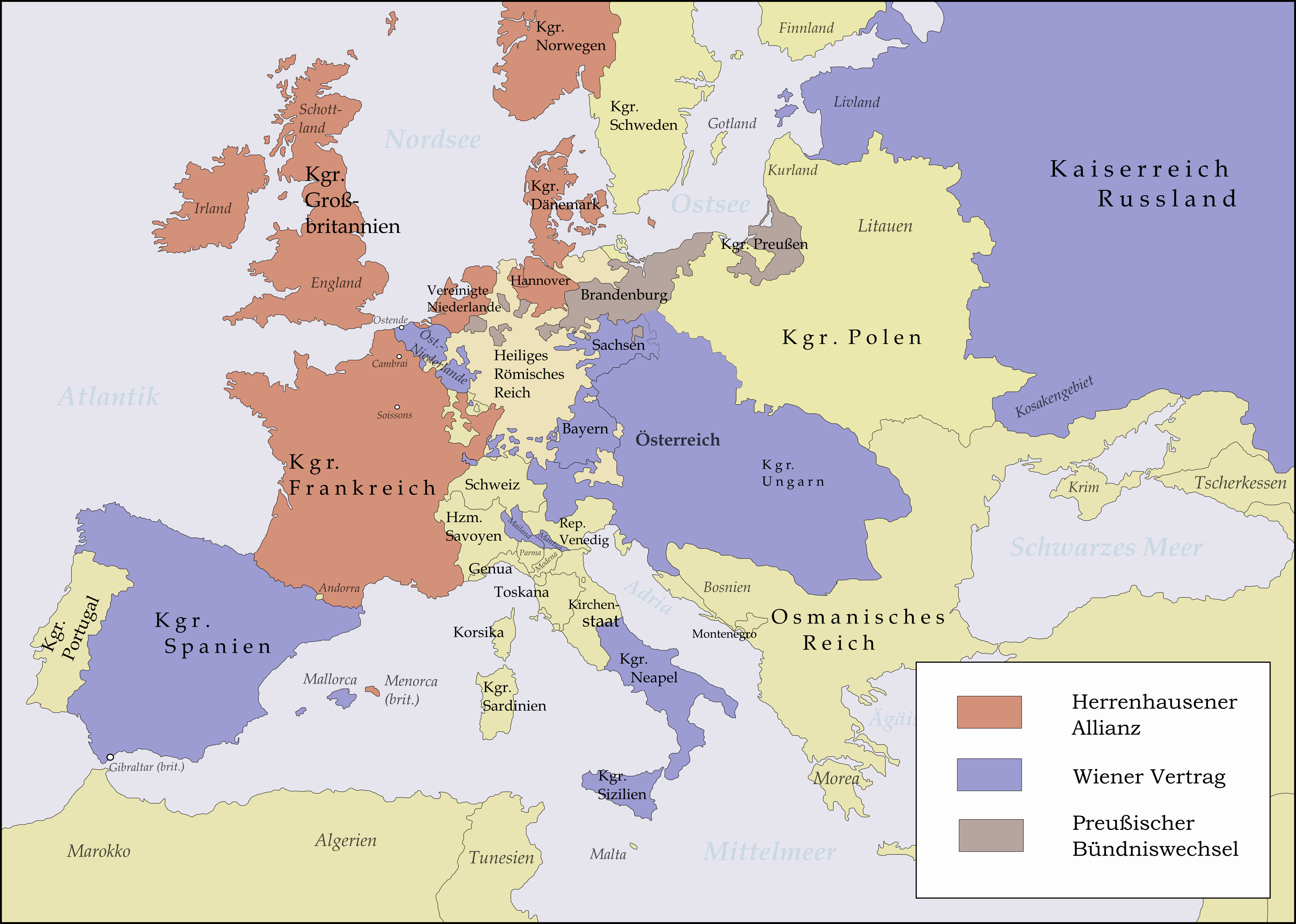
„So war ganz Europa in zwei Heerlager geteilt. Alle größeren Mächte, mit Ausnahme von Savoyen, das neutral blieb, hatten für die eine oder andere Allianz Partei ergriffen. Ein gewaltiger Krieg drohte zwischen zwei Staatengruppen, von denen die eine die unzweifelhafte Überlegenheit zur See besaß, die andere eine solche zu Lande.“ (Max Immich)

In Spanien waren die Erwartungen, die es an den Kongress von Cambrai stellte, hoch. Bereits während des Krieges der Quadrupelallianz hatte der britische Erste Minister James Stanhope der spanischen Regierung im Zuge von Verhandlungen die Rückgabe Gibraltars angeboten. Im Jahre 1721 hatte König Georg I. in einem persönlichen Schreiben noch einmal die Rückgabe des Stützpunktes in Aussicht gestellt – freilich ohne dass dies im Parlament durchsetzungsfähig gewesen wäre – und im selben Jahr war sogar ein spanisch-französisch-britisches Defensivbündnis zustande gekommen. Allerdings hatten diese Annäherungsversuche die spanischen Erwartungen nachhaltig erhöht. Da in Cambrai allerdings ergebnislos über die Auflösung der Ostende-Kompanie, die Sekundogenituren in Italien und die Restitution Gibraltars gestritten wurde, setzte sich bei der spanischen Regierung der Eindruck durch, dass man nur über einen Ausgleich mit Wien die weitgesteckten Ziele erreichen könne. In Geheimverhandlungen, die von dem Niederländer Juan Guillermo Riperdá (1684–1737) vermittelt wurden, verständigten sich beide Seiten auf eine weitreichende Kooperation, deren Eckpunkte am 1. Mai 1725 im Vertrag von Wien festgehalten wurden: Beide Herrscher erkannten gegenseitig ihre Herrschaft und territoriale Integrität an, Spanien garantierte die Pragmatische Sanktion, Karl VI. stimmte der Einrichtung der Sekundogenituren zu und versicherte seine Unterstützung bei der Wiedererlangung von Gibraltar durch Spanien. Letztlich räumte die spanische Regierung der Ostende-Kompanie weitreichende Handelskonzessionen ein. Die Nachricht vom Abschluss des Vertrages „schlug wie eine Bombe ein“ und führte schnell zur Auflösung des Kongresses in Cambrai.
In London wurde das Wiener Bündnis als Bedrohung des eigenen Welthandels und von Gibraltar aufgefasst, weshalb der einflussreiche erste Minister Robert Walpole (1676–1745) eine diplomatische Reaktion einleitete. Dabei konnte er sich auf französische Unterstützung verlassen, denn am Hof des jungen Ludwig XV. fürchtete man zum einen die konkurrierenden Ansprüche Philipps V. auf die französische Krone und war zum anderen von der Erbfeindschaft zu Österreich geprägt. Auch das Königreich Preußen, das bereits seit 1723 mit Großbritannien verbündet war (→ Vertrag von Charlottenburg), hatte im Streit um die Grafschaft Jülich-Berg die diplomatischen Kontakte nach Wien abgebrochen. König Friedrich Wilhelm I. hatte mit dem Tod des russischen Kaisers Peter I. einen wichtigen Verbündeten verloren und suchte nun Rückhalt bei den westlichen Mächten. Diese drei Staaten schlossen am 3. September 1725 die Herrenhausener Allianz, welche die Sicherheit aller Beteiligten garantieren und gleichzeitig ein Erstarken Spaniens und Österreichs verhindern sollte. Die Ostende-Kompanie sollte aufgelöst, die deutschen Protestanten geschützt und die preußischen Ansprüche auf Jülich-Berg durchgesetzt werden.

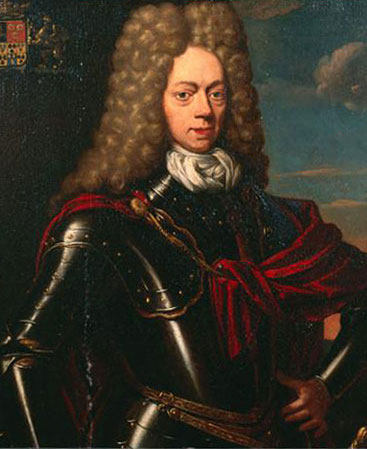
Juan Guillermo Riperdá (1684–1737), vermittelte die spanisch-österreichischen Verhandlungen; anonymes Gemälde, 1740

Die Gründung zweier Mächtegruppierungen verschärfte die Situation in Europa weiter. Am 5. November 1725 einigten sich die österreichische und die spanische Regierung auf militärische Absprachen für den Fall eines Krieges. Beide Mächte versprachen, sich gegenseitig durch Truppen zu unterstützen, und verabredeten bereits die Aufteilung einiger französischer Provinzen. Außerdem wurde in der Vertragsnovelle die Heirat zweier jüngerer Töchter Karls VI. mit den Söhnen Elisabetta Farneses vorgesehen. Auch die Partner der Herrenhausener Allianz rüsteten militärisch auf. Preußische Truppen sollten zusammen mit einer hannoverschen Brigade in Schlesien einrücken, während Frankreich entweder in Italien oder am Rhein angreifen sollte. Großbritannien sollte die Seekriegführung überlassen bleiben.
Beide Bündnisse bemühten sich auch um neue Partner, wobei Russland, seit dem Großen Nordischen Krieg eine etablierte europäische Macht, eine zentrale Rolle zukam. Damit verband sich allerdings die europäische Krise mit einer ungelösten Konfliktlage im Ostseeraum. Das Haus Holstein-Gottorf war seit 1724 mit der Romanow-Dynastie familiär verbunden und versuchte nun mit russischer Unterstützung Ansprüche auf das von Dänemark nach dem Nordischen Krieg annektierte Schleswig durchzusetzen. Frankreich und Großbritannien wollten ein Festsetzen Russlands in der westlichen Ostsee jedoch nicht zulassen und unterstützten ihrerseits Dänemark. Es war deshalb nur eine Frage der Zeit, bis Kaiserin Katharina I. (1683–1727) am 6. August 1726 den Anschluss an das Habsburgerreich suchte, zumal beide Staaten durch das Osmanische Reich ohnehin einen gemeinsamen Feind hatten.
Im Heiligen Römischen Reich fanden sich hingegen noch das Kurfürstentum Sachsen (und damit in Personalunion auch Polen-Litauen) und Bayern als Partner des Wiener Vertrages. August der Starke (1670–1733) erreichte mit seiner Unterstützung für den Kaiser dessen spätere Garantie für eine Erbfolge seines Sohnes in Polen. Auf der anderen Seite traten im gleichen Jahr die Vereinigten Niederlande der Herrenhausener Allianz bei, weil auch sie die Konkurrenz der Ostende-Kompanie beseitigen wollten. Hingegen scheiterten britisch-französische Versuche, das Osmanische Reich für ein Bündnis zu gewinnen. Der Zeitzeuge Franz Dominc Häberlin gab der allgemeinen Stimmung dieser Zeit Ausdruck: „Gegen Ende des Jahres lässt sich alles zum Ausbruch eines blutigen Krieges an.“

## Verlauf der Kampfhandlungen
Auch in Großbritannien glaubte man, dass der Ausbruch eines Krieges kurz bevorstand; deshalb wurden eilig Vorbereitungen für einen bewaffneten Konflikt getroffen. Seit August 1725 waren die Festungswerke in Gibraltar unter der Leitung des britischen Gouverneurs Richard Kane ausgebessert worden. Während des Jahres 1726 setzte Minister Walpole die Royal Navy als außenpolitisches Druckmittel ein. So wurde das britische Mittelmeergeschwader verstärkt und ein Geschwader unter Admiral Charles Wager in die Ostsee entsandt, das von Mai bis September 1726 den Hafen Reval blockierte, um die russische Regierung einzuschüchtern und deren Flotte am Auslaufen zu hindern. Ein drittes Geschwader unter Rear-Admiral Francis Hosier sollte gleichzeitig den spanischen Handel in der Karibik stören und den Hafen von Portobelo blockieren. Davon erhoffte sich Walpole einen doppelten Erfolg. Einmal sollte so verhindert werden, dass die spanische Silberflotte Europa erreichte und damit die Wiener Verbündeten in den Besitz zusätzlicher finanzieller Mittel kämen. Zum anderen sollte auf diese Weise Philipp V. demonstriert werden, wie abhängig er und sein Kolonialreich vom britischen Wohlwollen waren.
Doch die Regierung in Spanien stand derjenigen in London in der Wahl aggressiver Mittel in nichts nach. Bisher waren sich die Madrider und die Wiener Regierung hinsichtlich eines Krieges nicht einig gewesen. Zwar hatten sie ihn vorbereitet, doch während man dies in Wien als rein defensive Vorsichtsmaßnahme ansah, erschien ein gesamteuropäischer Waffengang den Interessen der spanischen Regierung entgegenzukommen. In der Ansicht, durch das Wiener Bündnis abgesichert zu sein, entschlossen sich Philipp V. und Elisabetta Farnese gegen den Rat ihres neuen leitenden Ministers José de Patiño y Morales zu einem offenen Konfrontationskurs gegenüber Großbritannien, als die ersten Nachrichten von britischen Aktionen aus der Karibik eintrafen. Im Dezember 1726 wurden alle britischen Handelsprivilegien einseitig aufgekündigt.
Am 1. Januar 1727 ließ Philipp V. der britischen Regierung einen Brief zugehen, der den Paragraphen 10 des Vertrages von Utrecht, der Großbritannien den Besitz Gibraltars garantierte, für nichtig erklärte. Als Grund gab er an, dass die britische Garnison vertragswidrig gehandelt habe, als sie die Befestigungen ausgebaut und den Schmuggel unterstützt habe. Außerdem wäre die katholische Kirche in der Stadt behindert worden. Tatsächlich waren diese Punkte nicht ganz aus der Luft gegriffen und dienten nunmehr als passender Vorwand zum Krieg. Die Note kam daher einer Kriegserklärung gleich. Am 11. Februar 1727 wurde der militärische Angriff auf Gibraltar eingeleitet. Obwohl keine offizielle Kriegserklärung erfolgte, befanden sich beide Staaten spätestens zu diesem Zeitpunkt im Kriegszustand.

### Operationen in der Karibik

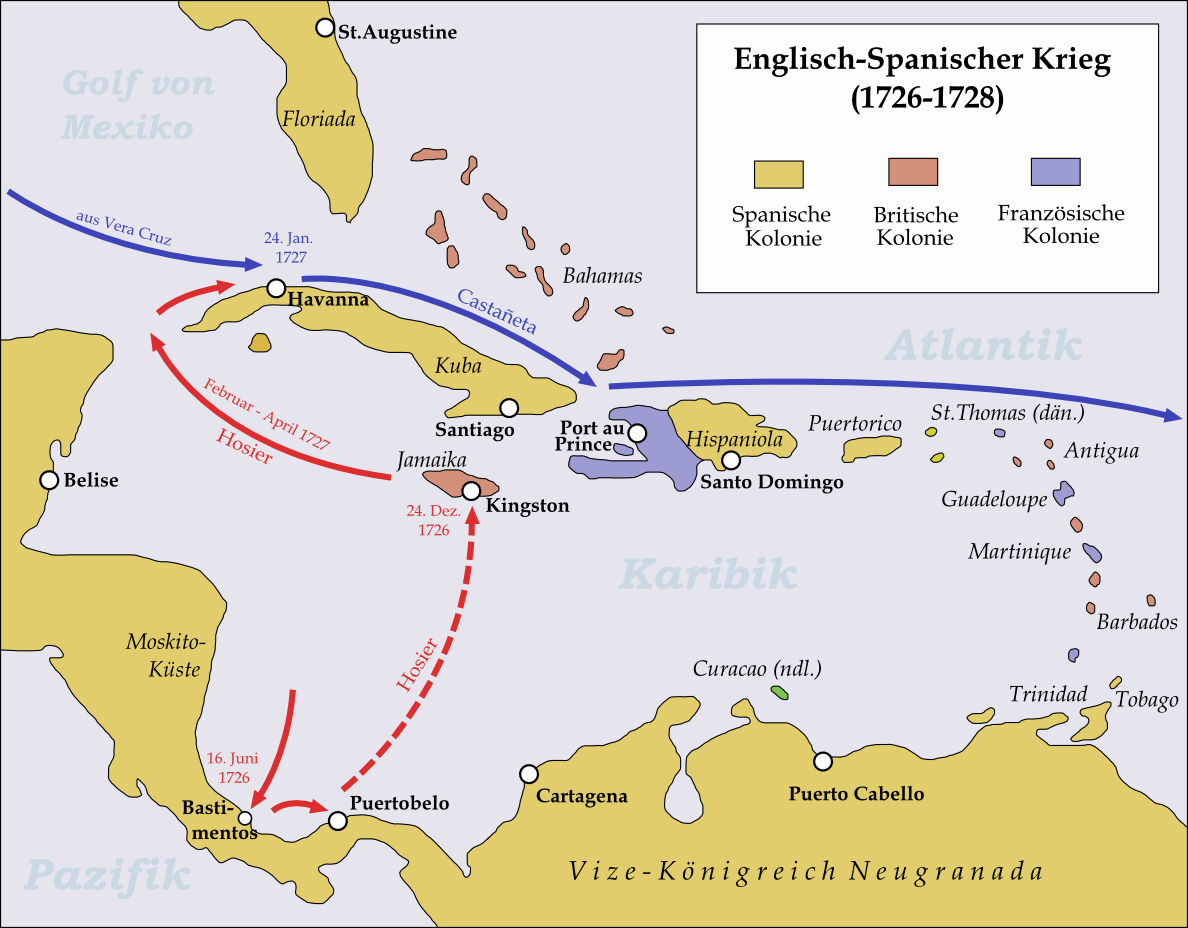
Die Operationen der englischen und spanischen Flotten in der Karibik 1726–1728

Mit der Ankunft des britischen Geschwaders unter Rear-Admiral Hosier in der Karibik begannen de facto bereits die britisch-spanischen Feindseligkeiten. Am 16. Juni 1726 trafen die 15 Schiffe und 4750 Mann vor Bastimentos ein. Gemäß den Befehlen Walpoles begann Hosier mit der Blockade von Portobelo, um der Silberflotte und damit den wichtigen Finanzkräften den Weg nach Europa zu verlegen. Einen direkten Angriff auf die Stadt schlossen die Befehle jedoch aus.
Tatsächlich wurde in Portobelo gerade die Silberflotte ausgerüstet. Der örtliche Gouverneur war über die Ankunft des britischen Geschwaders beunruhigt und ließ bei Hosier nach dem Grund der Anwesenheit fragen. Hosier gab an, das britische jährliche Handelsschiff Royal George eskortieren zu wollen. Nachdem die Royal George Portobelo jedoch verlassen hatte und die britischen Kriegsschiffe noch immer vor dem Hafen lagen, entschieden sich die Spanier, die Silberflotte zurückzuhalten und die Fracht auf dem Landweg nach Vera Cruz zu schaffen. Hosier ging nun zur offenen Blockade über. Noch im Sommer gelang es den Briten, einige spanische Schiffe aufzubringen. Die Operationen vor Portobelo dauerten etwa sechs Monate, während derer Gelbfieber unter der Besatzung ausbrach. Als die Mannschaftsstärken immer weiter absanken, lief Hosier schließlich den britischen Stützpunkt auf Jamaika an, das er am 24. Dezember 1726 erreichte. Dort ergänzte er die Vorräte, heuerte neue Mannschaften an und ließ die Besatzungsmitglieder kurieren. Nach zwei Monaten lief er erneut aus. Allerdings hatten die Spanier diese Unterbrechung der britischen Blockade ausgenutzt. Von Vera Cruz aus stach eine kleine spanische Flotte in See und erreichte Havanna. Dort war bereits am 13. August eine spanische Flotte aus Europa mit 2000 Soldaten eingetroffen, die von Don José Antonio de Gaztañeta befehligt wurde. Gaztañeta vereinigte die Schiffe aus Vera Cruz mit seinen eigenen und verließ Havanna unbemerkt von den Briten am 24. Januar 1727. Er erreichte am 8. März 1727 mit 31 Millionen Pesos sicher das spanische Festland.
Admiral Hosier stach Ende Februar 1727 wieder in See und erreichte am 2. April Havanna. Da ihm die spanische Silberflotte jedoch entkommen war, kreuzte er erfolglos vor Cartagena. Das Gelbfieber forderte auch weiterhin viele Opfer. Hosier selbst erlag der Krankheit am 23. August 1727. An seine Stelle trat Captain Edward St. Loe, Kommandant der Superb, der nach einigen Wochen ebenfalls zur Auffrischung nach Jamaika zurückkehrte. Dort übernahm Vice-Admiral Edward Hopson am 29. Januar 1728 das Kommando und lief im Februar wieder zur Küste Mittelamerikas aus. Allerdings verstarb auch dieser Befehlshaber an den Folgen des Gelbfiebers, sodass am 8. Mai 1728 erneut Edward St. Loe den Oberbefehl übernahm. Dieser verstarb ebenfalls am 22. April 1729. Nachdem bereits im März dieses Jahres der Präliminarfrieden unterzeichnet worden war, kehrte die Flotte nun nach England zurück. Zu diesem Zeitpunkt hatte die britische Expedition etwa 4000 Seeleuten und Soldaten das Leben gekostet. Fast alle waren an den Folgen des Gelbfiebers gestorben.

### Belagerung von Gibraltar

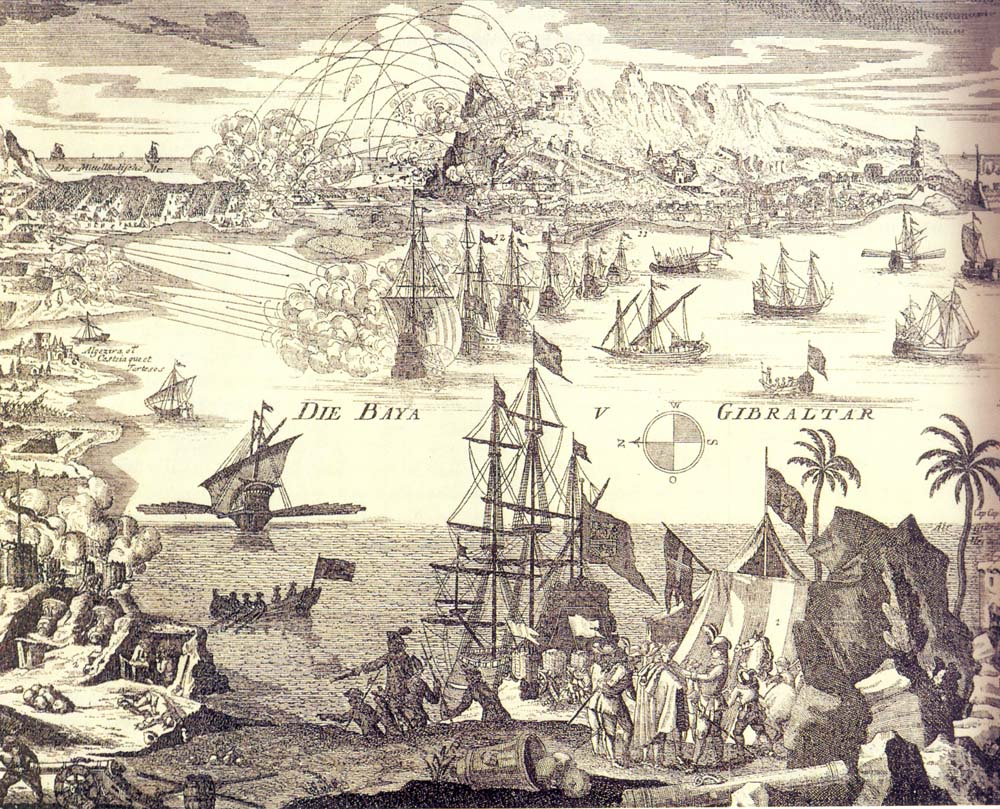
Die Belagerung Gibraltars 1727; Zeitgenössischer Kupferstich

Philipp V. versammelte Anfang 1727 seine führenden Militärs zu einer Beratung betreffend Gibraltar. Der Marquis de Villadarias, der 1705 schon einmal den Versuch unternommen hatte, die Festung zu erobern, riet von einem Angriff ab, sofern nicht zuvor die Seeherrschaft erobert wäre. Doch gerade an einer schlagkräftigen Flotte fehlte es seit der Niederlage in der Seeschlacht vor Kap Passero (11. August 1718). Während der größte Teil der Generalität dem zustimmte, meinte der Marquis de las Torres der Aufgabe gewachsen zu sein. Er übernahm daher den Befehl über 18.500 Mann Infanterie, 700 Mann Kavallerie und etwa 100 Geschütze um San Roque. Die spanische Armee setzte sich zu einem großen Teil aus Niederländern, Italienern, Korsen und Sizilianern, aber auch Iren, Franzosen und Schweizern in spanischen Diensten (19 Bataillone) zusammen, zu denen noch viele Milizionäre der Provinz Málaga stießen. Nur zehn Bataillone der Belagerungsarmee waren tatsächlich reguläre spanische Soldaten. Die Artillerie wurde unter großen logistischen Schwierigkeiten aus der Festung Cádiz herangeschafft. De las Torres ließ die spanischen Schützengräben und Wälle von etwa 3000 Zivilisten bauen. Das Winterwetter und die ungenügende Versorgung der Armee machten sich schon bald bemerkbar. Auf britischer Seite hatten die Vorbereitungen auf eine Belagerung bereits einige Monate zuvor begonnen. Nunmehr wurde aus Großbritannien eine Flotte unter Admiral Sir Charles Wager zur Unterstützung der Festung entsandt. An Bord der Schiffe befanden sich neben dem neuen Kommandanten der Festung General Jasper Clayton auch Teile von drei Regimentern zur Verstärkung der vier Besatzungsregimenter vor Ort. Damit erreichte die Besatzung eine Stärke von 3206 Soldaten.
Die Belagerung begann am 11. Februar 1727, und schon bald zeigte es sich, dass die Spanier im Nachteil waren. Die britische Flotte beschränkte die Angriffsmöglichkeiten auf die schmale Landzunge, die allerdings unter dem Feuer der britischen Festungsartillerie lag. De las Torres plante daher, die Befestigungen erst durch Artillerie-Feuer zu zerstören und diese dann mit seiner Infanterie zu erstürmen. Die Belagerer gruben daher zunächst Approchen, um sich der Festung zu nähern. Der Kampf beschränkte sich dabei auf die Wirkung der jeweiligen Kanonen und gelegentliche Gefechte der Vorposten. Am 24. März waren die spanischen Geschütze so weit in Stellung gebracht, dass De las Torres die Bombardierung beginnen konnte. Diese dauerte zehn Tage an und verursachte zahlreiche Schäden an den britischen Positionen, welche selbst unter Heranziehung aller Zivilisten in der Festung nur ungenügend repariert werden konnten. Ab dem 2. April setzte jedoch eine Schlechtwetterperiode ein, welche beide Seiten gleichermaßen behinderte. In dieser Zeit wurde die britische Garnison durch weitere Verstärkungen (2½ Regimenter) auf 5481 Mann gebracht. Vom 7. bis 20. Mai ließ De las Torres ein weiteres Bombardement durchführen, das zahlreiche britische Geschütze außer Gefecht setzte. Doch dann versagte wieder der Nachschub an Pulver und Kanonenkugeln. Nachdem die Diplomatie inzwischen den direkten Konfrontationskurs aufgegeben hatte, kam auch vor Gibraltar am 23. Juni 1727 ein Waffenstillstand zustande.
Die Belagerung hatte 17½ Wochen gedauert. Durch den Schutz der Flotte war die Versorgung der britischen Garnison besser gewährleistet, als diejenige der Spanier, deren Versorgung unzureichend blieb. Dies spiegelte sich auch in den Zahlen der Deserteure wider. Als zum Beispiel am 16. April 1727 erstmals ein Gefangenenaustausch stattfand, wurden 24 Briten gegen 400 Spanier ausgewechselt. Auf britischer Seite war Alkoholismus ein gravierenderes Problem. Die britischen Truppen hatten 107 Tote, 208 Verwundete und 17 Deserteure (insgesamt 332 Mann) zu verzeichnen, während die Spanier 700 Gefallene, 825 Verwundete und 875 Deserteure (insgesamt 2400 Mann) zu beklagen hatten.

## Auflösung der europäischen Krise

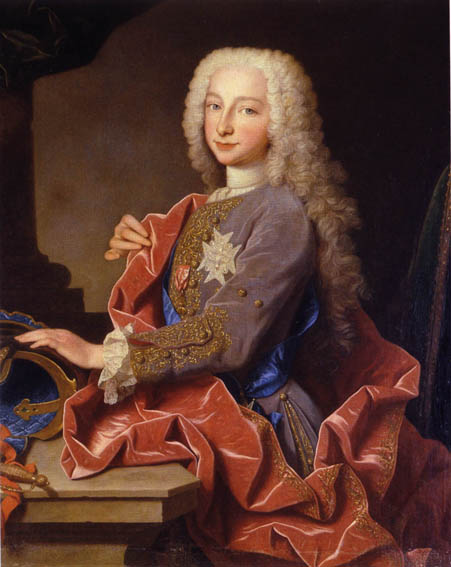
Don Carlos, später Karl III. von Spanien (1716–1788); Gemälde von Jean Ranc, 1725

Die von Spanien erhoffte Ausweitung des Krieges auf ganz Europa blieb aus. Kaiser Karl VI. wollte sich nur wegen der Ostende-Kompanie nicht in einen europäischen Krieg stürzen lassen, zumal die versprochenen spanischen Subsidien hinter den Versprechungen zurückblieben. Auch in Frankreich, wo seit dem Juli 1726 Kardinal Fleury (1653–1743) die Politik bestimmte, war die Neigung zum Krieg gering. Fleury suchte die Annäherung an Spanien und sah in einem englisch-spanischen Krieg zudem eine Behinderung der französischen Handelsinteressen. Er vermittelte deshalb zwischen Großbritannien und Österreich, kurz bevor auch diese beiden Staaten sich in einen Krieg verstrickten. Großbritannien hatte bereits Schiffe der Ostende-Kompanie angegriffen und die Entsendung von Truppen in das Heilige Römische Reich vorbereitet, während Österreich die diplomatischen Kontakte nach London einseitig abgebrochen hatte. Fleury gelang dennoch die Vermittlung, die am 31. Mai 1727 zum Abschluss eines Präliminarfriedens in Paris führte. Der Kaiser verpflichtete sich darin, die Ostende-Kompanie für sieben Jahre zu suspendieren und trat von seinen im Wiener Vertrag verabredeten kommerziellen Verbindungen mit Spanien zurück. Die Differenzen sollten auf einem neuen Kongress beigelegt werden. Die spanische Regierung trat dem Pariser Präliminarfrieden bei, um sich nach dem Abfall des einzigen Verbündeten nicht völlig zu isolieren. Als jedoch nur Tage später König Georg I. verstarb, erweckte dies in Spanien Hoffnungen, Vorteile aus einer Unterstützung des Stuart-Prätendenten zu ziehen. Man setzte die Belagerung Gibraltars vorerst fort und wich einer Verständigung aus. Erst nachdem Georg II. ohne Umstände den Thron bestiegen hatte, die Einnahme Gibraltars nicht gelang und die spanischen Finanzen eine Fortführung des Konfliktes aussichtslos erscheinen ließen, lenkte die Madrider Regierung ein. Sie beendete die Belagerung und bestätigte erneut die britischen Handelsprivilegien. Am 6. März 1728 unterzeichnete sie die Konvention von Pardo, die den Seekrieg beendete.
Am 14. Juni 1728 trat der Kongress von Soissons zusammen, der zunächst ohne Fortschritte blieb. Allerdings lösten sich die Bündnisse langsam auf. So hatte sich Preußen der Herrenhausener Allianz angeschlossen, um Unterstützung für seine Ansprüche auf die Grafschaft Jülich-Berg zu erhalten. Als aber die Generalstaaten zu dem Bündnis gestoßen waren und eine preußische Herrschaft in dem benachbarten Gebiet ablehnten, entfiel damit auch eine Unterstützung durch Großbritannien und Frankreich. Preußen schloss deshalb bereits 1726 einen Geheimvertrag mit Österreich und trat nun während des Kongresses von Soissons am 23. Dezember 1728 (→ Vertrag von Berlin (1728)) offiziell dem Wiener Bündnis bei. Elisabetta Farnese drängte gleichzeitig Karl VI. zur Vermählung ihres Sohnes Don Carlos mit der ältesten Tochter des Kaisers, Maria Theresia. Aus Wien traf jedoch in verklausulierter Form eine Absage ein. Die spanische Königin wollte nun mit Unterstützung Großbritanniens und Frankreichs wenigstens die Sekundogenitur ihres Sohnes in Italien sichern. Im Vertrag von Sevilla fand daher am 9. November 1729 der englisch-spanische Konflikt einen Ausgleich. Spanien löste offiziell sein Bündnis mit dem Kaiser, ließ die Ansprüche auf Gibraltar fallen und bestätigte formell die britischen Handelsrechte in spanischen Gebieten. Dafür garantierten Frankreich und Großbritannien die Einrichtung der spanischen Sekundogenitur im Herzogtum Parma und Piacenza und im Großherzogtum Toskana sowie die Überführung von 6000 spanischen Soldaten dorthin, um diese Gebiete militärisch zu sichern.
Die kaiserliche Regierung in Wien widersetzte sich der Einrichtung der spanischen Herrschaft in Italien nach Möglichkeit. Sie verlegte eine Armee von 30.000 Mann in ihre italienischen Besitzungen, die im Januar 1731 das Herzogtum Parma besetzte, nachdem der letzte regierende Herzog verstorben war. Noch einmal sah es kurzzeitig nach einem Krieg zwischen den verbleibenden Partnern des Wiener Vertrages (Österreich, Russland, Preußen) und den Partnern des Vertrages von Sevilla (Spanien, Frankreich, Großbritannien, Generalstaaten) aus. Allerdings wurde man sich am 16. März 1731 in einem weiteren Vertrag von Wien einig. Gegen die Garantie der Pragmatischen Sanktion erkannte Karl VI. die spanische Sekundogenitur in den italienischen Herzogtümern an. Er zog seine Truppen zurück, deren Garnisonen von spanischen Soldaten übernommen wurden, die auf britischen Schiffen nach Italien gelangt waren. Im März 1732 trat Don Carlos die Herrschaft in Parma-Piacenza an. Damit war ein wesentlicher Konfliktpunkt aus der europäischen Diplomatie gelöst.

## Folgen des Konfliktes

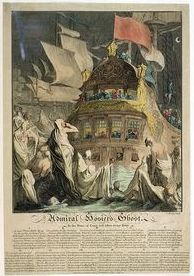
Ausgabe des Gedichtes „Admiral Hosier’s Ghost“ von Richard Glover, 1740

Der Vertrag von Sevilla hatte den Status quo wiederhergestellt, ohne dass eine Seite einen Vorteil errungen hatte. Besonders in Großbritannien wurde dieses Ergebnis verhalten aufgenommen. Das Parlament hatte drei Millionen Pfund für den Krieg bewilligt, die fast vollständig für die Kämpfe um Gibraltar ausgegeben worden waren. Hinzu kamen die Kosten für die Entsendung der Flotte Admiral Hosiers in die Karibik, deren einziges Resultat der Tod von Tausenden von Seeleuten und drei Admirälen gewesen war. Gerade dieses Desaster sorgte für massive Kritik an der Regierung Walpoles. Doch Walpole sah die Zukunft Großbritanniens in einer strikten Neutralitätspolitik, sodass für ihn die verhinderte Eskalation des Konfliktes bereits einen Erfolg darstellte. Auch im wenige Jahre später ausgebrochenen Polnischen Thronfolgekrieg (1733–1735/38) behielt er diese Politik bei, auch wenn er das Land dabei in die außenpolitische Isolation führte. Doch die Streitpunkte zwischen Spanien und Großbritannien waren nicht beseitigt worden, daher war es nur eine Frage der Zeit, bis es aus fast den gleichen Gründen, nur zehn Jahre nach dem Vertrag von Sevilla, zu einem neuen Krieg zwischen beiden Staaten kam. Dieser Krieg, der War of Jenkins’ Ear, war diesmal von der englischen Öffentlichkeit gefordert worden und führte bald zum Sturz Walpoles.
Zu den größten Kritikern der Politik und Kriegführung der Regierung avancierte Vizeadmiral Edward Vernon. Er hatte selbst in den Flotten gedient, die in die Ostsee und zur Unterstützung Gibraltars entsandt worden waren. Nun nutzte er sein Mandat im englischen Parlament, um öffentlichkeitswirksam die miserable Organisation der Karibik-Expedition und den Tod Admiral Hosiers und seiner Seeleute anzuprangern. Er wurde 1738/39 zu einem der maßgeblichen Befürworter einer Konfrontationspolitik gegenüber Spanien und kommandierte bald darauf ein Geschwader von sechs Schiffen, das in die Karibik entsandt wurde. Es gelang ihm, die Scharte Hosiers auszuwetzen, indem er am 23. November 1739 Portobelo eroberte, vor dem zwölf Jahre zuvor so viele Landsleute gestorben waren. Auch in der britischen Öffentlichkeit war das Desaster der ersten Karibik-Expedition noch präsent, und umso freudiger wurde Vernons Triumph aufgenommen. Der Dichter Richard Glover (1712–1785) schrieb daraufhin die Ballade Admiral Hosier’s Ghost, in der es darum ging, dass Vernon der Geist Hosiers erschien, ihm zu dem Erfolg gratulierte und darum bat, die Reputation der Gestorbenen im Heimatland öffentlich wiederherzustellen, damit sie nunmehr Ruhe finden könnten. Auch dies war eine deutliche Spitze gegen die vorherige Politik Walpoles, der Hosier im Sinne der Deeskalation verboten hatte, Portobelo anzugreifen.

## Nachweise